# 豊肥久大鉄道事業部

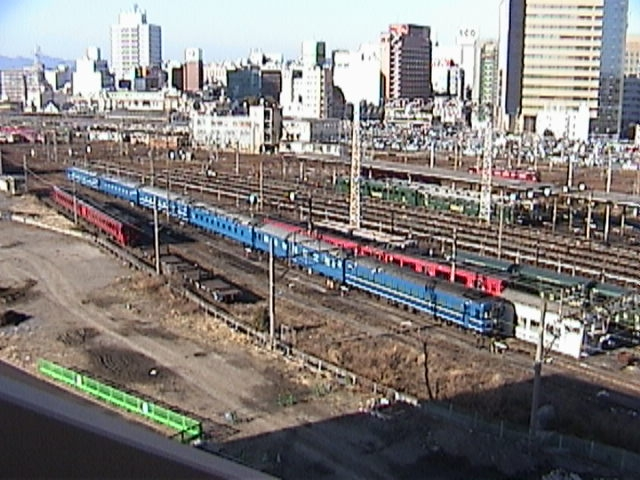
豊肥久大運輸センターの車両基地（2006年2月9日撮影）

豊肥久大鉄道事業部（ほうひきゅうだいてつどうじぎょうぶ）は、大分県大分市の大分駅構内にあった九州旅客鉄道（JR九州）の事業部の一つであり、大分支社の管轄。

## 管轄路線
※ 管轄境界駅については、豊肥久大鉄道事業部が管理を担当していた駅を記載している。
- 久大本線 （豊後三芳 - 大分間。ただし、豊後三芳駅は北部九州地域本社久留米鉄道事業部の管轄、大分駅は大分支社大分鉄道事業部の管轄）
- 豊肥本線 （滝水 - 大分間。ただし、滝水駅は熊本支社阿蘇鉄道事業部、大分駅は大分支社大分鉄道事業部の管轄）

## 歴史
- 1996年（平成8年）6月1日 - 大分鉄道事業部（初代）として発足。
- 1999年（平成11年）6月1日 - 大分鉄道事業部（現存）設置に伴い、豊肥久大鉄道事業部と改称[1]。
- 2006年（平成18年）3月18日 - 車両部門が大分鉄道事業部大分運輸センターと統合、大分車両センターとなる。
- 2008年（平成20年）4月1日 - 大分鉄道事業部と統合、豊肥久大鉄道事業部廃止。

## 豊肥久大運輸センター
豊肥久大運輸センター（ほうひきゅうだいうんゆセンター）は、大分県大分市にあった九州旅客鉄道（JR九州）大分支社豊肥久大鉄道事業部の管轄の乗務員の基地である。
かつては車両も所属していたが、車両部門は大分鉄道事業部大分車両センターに統合され、のちには運転士部門も大分鉄道事業部大分乗務センターとして改組されている。前身の大分運転所の所属車両をそのまま引き継いだため、非電化のため豊肥本線や久大本線では走行できない電気機関車が本センターの配置となっていた。

### 所在地
大分県大分市要町1　大分駅構内

### 歴史
- 1999年（平成11年）6月1日 - 大分鉄道事業部から一部管轄路線を分離・改名のうえ発足。
- 2006年（平成18年）3月18日 - 車両部門を大分鉄道事業部大分運輸センター隣接地に移転統合し大分鉄道事業部大分車両センターとなった。運転士基地は大分鉄道事業部豊肥久大運輸センターに改組。
- 2012年（平成24年）3月 - 大分鉄道事業部豊肥久大運輸センターが大分鉄道事業部大分乗務センターに統合され、大分乗務センターの気動車部門となった。

### 所属車両の車体に記されていた略号
- 旅客車：「分ホウ」…大分支社を意味する「分」と、豊肥久大を意味する「ホウ」から構成されていた。
- 機関車：「大」…大分を意味する「大」から構成されていた。大分運転所を引き継いだ関係で使用していた。